# Carl von Gerber
Carl Warner von Gerber (Västervik, 23 de agosto de 1931-Estocolmo, 8 de septiembre de 2013) fue un deportista sueco que compitió en piragüismo en la modalidad de aguas tranquilas. Ganó una medalla en el Campeonato Mundial de Piragüismo de 1958, y de dos medallas en el Campeonato Europeo de Piragüismo en los años 1959 y 1961.

## Palmarés internacional
| Campeonato Mundial | Campeonato Mundial     | Campeonato Mundial | Campeonato Mundial |
| Año                | Lugar                  | Medalla            | Evento             |
| ------------------ | ---------------------- | ------------------ | ------------------ |
| 1958               | Praga (Checoslovaquia) | Medalla de bronce  | K1 4 × 500 m       |
| Campeonato Europeo |                        |                    |                    |
| Año                | Lugar                  | Medalla            | Evento             |
| 1959               | Duisburgo (RFA)        | Medalla de plata   | K1 500 m           |
| 1961               | Poznań (Polonia)       | Medalla de oro     | K1 1000 m          |